# الغيل (تعز)
الغيل هي إحدى قرى الجمهورية اليمنية. وهي تتبع جغرافيًا لمحافظة تعز. وإداريًا لمديرية موزع. يبلغ تعداد سكانها 1601 نسمة حسب الإحصاء الذي جرى عام 2004.